# Beiersdorf (Ebersbach)
Beiersdorf ist ein Ortsteil der Gemeinde Ebersbach im Landkreis Meißen in Sachsen. Bis zur Eingemeindung nach Ebersbach am 1. Januar 1999 war Ebersbach eine eigenständige Gemeinde.

## Geschichte
Beiersdorf wurde erstmals im Jahre 1347 erwähnt als Straßendorf mit schmalen Wald- und Landhufen am Bindebach. Die ältesten bekannten Besitzer von Beiersdorf sind die Herren von Grunrode auf Luterbach in den Jahren 1347 bis 1349.
Am 1. Juli 1948 wurde die bis dahin eigenständige Gemeinde Lauterbach (damals noch mit dem Namenszusatz „am Lindenberg“) mit ihrem Ortsteil Marschau nach Beiersdorf eingemeindet. Am 1. Juli 1950 erfolgte die Eingliederung von Ermendorf und Hohndorf. Die Gemeinde Beiersdorf wurde am 1. Januar 1999 aufgelöst und ihre Ortsteile nach Ebersbach eingemeindet.

## Bauwerke
Ein historisches Baudenkmal ist das Schloss Lauterbach mit seiner Park- und Teichanlage. Es wurde um 1700 für die Familie von Kirchbach errichtet. Im Jahr 1895 erfolgte ein Umbau dieses Schlosses und es erhielt die heute noch erhaltene Fassade im Rokokostil.

## Verkehrsanbindung
Eine Buslinie verbindet Beiersdorf unter anderem mit Großenhain und Coswig.